# Richardson Bluff
Das Richardson Bluff ist ein steilwandiges Felsenkliff an der Pennell-Küste des ostantarktischen Viktorialands. In den Anare Mountains ragt es gegenüber dem Frecker Ridge an der Ostflanke des Kirkby-Gletschers auf.
Wissenschaftler der Australian National Antarctic Research Expeditions (ANARE) nahmen die Benennung vor. Namensgeber ist Sergeant Alan Keith Richardson (* 1930) von der Royal Australian Air Force, Besatzungsmitglied beim Antarktisflug im Rahmen der ANARE-Kampagne mit dem Schiff Thala Dan zur Erkundung der Oates-Küste im Jahr 1962.